# Фролов, Михаил Фёдорович
Михаи́л Фёдорович Фроло́в (5.5.1910 — 13.1.1981) — механик-водитель танка 183-й танковой бригады 10-го танкового корпуса 40-й армии Воронежского фронта, старший сержант. Герой Советского Союза (1943).

## Биография
Родился 5 мая 1910 года в селе Хильмилли ныне Шемахинского района Азербайджана в крестьянской семье. Русский. Окончил 7 классов, работал трактористом на МТС.
В Красной Армии с марта 1942 года. В действующей армии с 1943 года.
Механик-водитель танка 183-й танковой бригады старший сержант Михаил Фролов в числе первых 26 сентября 1943 года на плоту переправился через реку Днепр в районе села Балыко-Щучинка Кагарлыкского района Киевской области Украины.
На захваченном плацдарме экипаж танка при отражении вражеских контратак уничтожил два орудия, миномётную батарею и восемь пулемётов.
Указом Президиума Верховного Совета СССР от 23 октября 1943 года за образцовое выполнение боевых заданий командования на фронте борьбы с немецко-фашистским захватчиками и проявленные при этом мужество и героизм старшему сержанту Фролову Михаилу Фёдоровичу присвоено звание Героя Советского Союза с вручением ордена Ленина и медали «Золотая Звезда».
Старшина Фролов М. Ф. в 1944 году был демобилизован по ранению. Работал трактористом на Шемахинской МТС. С 1949 года жил в столице Азербайджана — городе Баку, работал штукатуром в домостроительном комбинате № 1. Скончался 13 января 1981 года.
Награждён орденами Ленина, Красной Звезды, медалями.